# Списък с герои от Made in Abyss
Следва списък с герои от Made in Abyss .

## Герои

### Основните герои
Рико (リコ)
Озвучена от: Мию Томита (японски); Бритни Лауда (английски)
Рико е енергично 12 годишно момиче, което се стреми да имитира майка си, Лайза, легендрен пещерен похитител с прякора  Опустошителката, която е изчезнала в Бездната преди десет години. Рико живее в сиропиталището Белчеро и се учи да бъде пещерен похитител. Майка и я е родила по време на екпедиция в дълбините на Бездната, след което с помоща на Оузен я изкачват до повърхността.
Рег (レグ Regu)
Озвучен от: Мария Исе (японски); Лучи Кристиан (английски)
Той е хуманоиден робот с облика на човешко момче. Рег е способен да заблуди повечето хора в това, че е човек и може да изпълнява биологични функции като консумацията на храна и питиета. Когато Рико го открива той е припаднал, а по-късно когато се събужда за пръв път се оказва без спомени. Поради своята амнезия той не си спомня как се казва и затова Рико го кръщава Рег на името на куче което е притежавала преди години. Рег притежава метални ратягащи се ръце от които може да изстрелва енергиен лъч способен да стопи всичко до което се докосне.
Наначи (ナナチ)
Озвучена от: Широи Изауа (японски); Бритни Карбовски (английски)
Наначи е представител на вид създания наречени "кухи" или нарехате (成れ果て Narehate). Тя притежава форма наподобяваща тази на заек. Преди да стане "куха" Наначи е била човешко сираче живеещо в гето в далечна страна. Тя се научава да чете книгите, които открива изхвърлени в бунищата. Наначи и редица други сираци от различни страни биват заблудени от Бондрюд, който ги отвежда до базата си в петия слой на Бездната. Наначи се сприятелява с друго сираче на име Мити по време на пътуването им и при престоят им в Идо фронт. Бондрюд подлага сираците на нехуманни експеримнти като ги спуска до шестият слой на Бездната, след което ги изкачва за да бъдат ударени от така нареченото "проклятие на бездната". Проклятието трансформира Мити и другите деца в аморфни "кухи" създания без разум. Единствено наначи запазва сравнително човекоподобен вид и човешкият си интелект, а мМити придобива безсмъртие. Наначи успява да вземе Мити и да избяга заедно с нея от лабораторията на Бондрюд в Идо фронт. Двете се заселват в четвъртия слой на Бездната където по-късно се срещат с Рико и Рег. Авторът нарочно е оставил полът на Наначи неясен.
Фапта (ファプタ)
Озвучена от: Мисаки Куно (японски); Кат Томъс (английски)
Фапта е сздание познато като "Принцесата на кухите" обитаващо шестият слой на Бездната. Тя се е срещнала и сприятелила с Рег преди той да се изкачи до повърхността и да изгуби своите спомени. Когато отново се среща с Рег Фапта се ядосва на това, че той я е забравил и изпитва завист спрямо новите му приятели: Рико и Наначи. По-късно тя се сдобрява с Рег и се присъединява към групата им.

### Сиропиталище Белчеро
Директорката (院長 Inchō)
Озвучена от: Йоко Соми (японски); Джули Оливър-Тъчстоун (английски)
Тя е главен управител на сиропиталището Белчеро в града Орт. Тя е много строга и прилага жестоки наказания спрямо непослушните сираци.
Джируо (ジルオ) Лидер (リーダー Rīdā)
Озвучен от: Таиши Мурата (японски); Даниел Регоджо (английски)
Той е млад асистент на директорката в сиропиталището Белчеро притежаващ рангът "лунна свирка". Джируо е бивш чирак на Лайза и се грижи за Рико от както се е родила. Той на пръв поглед изглежда като строг и прозорлив млад човек, но зад своята студена фасада крие голмо състрадание и честност. Той често е наричан "Лидер" от сираците. Джируо е на около 20 години.
Нат (ナット Natto)
Озвучен от: Муцуми Тамура (японски); Шанон Емерик (английски)
Нат е един от приятелите на Рико в сиропиталището Белчеро. Намекнато е че той е изпитвал романтични чувства спрямо Рико. Нат се противопоставя най-силно на планът на Рико и Рег да се спуснат сами в Бездната.
Шиги (シギー Shigī)
Озвучен от: Манами Нумакура (японски); Тери Доти (английски)
Шиги е един от приятелите на Рико в сиропиталището Белчеро. Той помага на Рико, когато се опитва да скрие Рег от Джируо и по-късно и съдейства с нейният план да се спусне в Бездната.
Киюи (キユイ)
Озвучен от: Манами Ханауа (японски); Калин Коутес (английски)
Той е най-младото сираче в сиропиталището Белчеро и е един от приятелите на Рико. Киюи все още не е достигнал рангът червена свирка и затова носи камбанка около врата си.

### Пещерни похитители
Хаболг (ハボルグ Haborugu)
Озвучен от: Тецу Инада (японски); Джон Суеизи (английски)
Дружелюбен притежател на рангът черна свирка, който доставя бялата свирка и писмото на Лайза до повърхността. Хаболг оказва подкрепа на двамата главни герои малко след тяхното отпотегляне. Рико и нейните приятели често го посещават когато си е у дома, освен това рико го нарича свои чичо.
Оузен (オーゼン Ōzen)
Озвучена от: Саяка Охара (японски); Кристин Аутен (английски)
Тя е бяла свирка позната под наименованието "Оузен непреместимата". Оузен ръководи лагерът "Търсач" във вторият слой на бездната. Тя е била ментор на Лайза и и е помогнала при транспортирането на Рико до повърхноста след като се ражда по време на експедиция в Бездната. Оузен е забила множежество артефакти в кожата си, които и придават свръхчовешка сила.
Марулк (マルルク Maruruku)
Озвучен от: Аки Тойосаки (японски); Кели Питърс (английски)
Марулк е синя свирка и чирак на Оузен. Той се сприятелява с Рико и Рег по време на престоят им в лагера Търсач.Марулк носи синя рокля и прилича на момиче, но всъщност е момче. Намекнато е че Оузен го кара да се облича по този начин насила.
Лайза (ライザ Raiza)
Озвучена от: Маая Сакамото (японски); Шели Кален-Блак (английски)
Лайза е майката но Рико. Тя е бивш чирак на Оузен и една от малцината пещерни похитители сдобили се с рангът "бяла свирка". Тя притежава прякорът "Лайза опустошителката". В сюжетът се споменава, че тя не само е открила множество легендарни артефакти в дълбините на Бездната, но също така е надвила множество чуждестранни и враждебно настроени пещерни похитители.
Бондрюд (ボンドルド Bondorudo)
Озвучен от: Тошиюки Морикауа (японски); Дейвид Харболд (английски)
Той е притежател на рангът бяла свирка, както и зловеща репутация. "Бондрюд новаторът" ръководи "Идо Фронт", научна станция разположена на дъното на петия слой на Бездната, която пази входа към по-дълбоките слоеве. Бондрюд е извършил редица нехуманни експерименти върху деца, включително превръщането на Наначи и Мити в "кухи" създания наречени нарехате.

### Идо Фронт
Прушка (プルシュカ Purushuka)
Озвучена от: Инори Минасе (японски); Авери Смитхард (английски)
Тя е осиновената дъщеря на Бондрюд. Тя обича баща си и го нарича "Папа". Прушка се сприятелява с Рико и цели да и помогне по време на нейното приключение в Бездната.
Мейня (メイニャ)
Озвучена от: Нацуко Хара (японски); Джулиет Симънс (английски)
Мейня е домашен любимец. Тя е същество с размер на заек и е част от животинския вид мейнастилим. Бондрюд дава Мейня като подарък на дъщеря си Прушка.

### Мъдреците от Ганджа
Уазукиан (ワズキャン)
Озвучен от: Хироаки Хирата (японски); Брандън Хеарнсбергер (английски)
Той е капитан и пророк на самоубииствената експедиция "Ганджа". Уазукиан прдсказва пристигането и присъединяването на Вуелоелуко към Ганджа.
Белаф (ベラフ Berafu)
Озвучен от: Мицуки Сайга (японски); Ри МкКеанд (английски)
Той придружава Уазукиан и Вуелоелуко по време на тяхното пътешествие в Бездната и заедно с тях играе ръководна роля за групата Ганджа.
Вуелоелуко (ヴエロエルコ Vueroeruko)
Озвучена от: Юка Терасаки (японски); Кристен МкГуайър (английски)
Вуелоелуко се съпротивлява на основаването на селището Илблу, малко след като тя и останалите членове на Ганджа откриват Златния град в дълбините на бездната. Затова тя е наказана от Уазукиан като бива затворена в мрачна и лепкава яма в продължение на много години. Вуелоелуко предпочита да бъде наричана Вуеко (ヴエコ) понеже името и е твърде дълго.

### Други герои
Мити (ミーティ Mīti)
Озвучена от: Ери Китамура (японски); Моника Риал (английски)
Тя е странно и аморфно създание живеещо заедно с Наначи в четвъртия слой на Бездната. В миналото Мити е била нормално човешко момиче с червена коса и бяла кожа. Тя е била взета, заедно с Наначи и редица други сираци от различни страни и е била откарана до Идо Фронт в петия слой на Бездната. Там Бондрюд използва тези сираци като част от нехуманен експеримент, включващ спускането им до шестия слой на Бездната и излагането на им на негативнят ефект на "проклятието". Тези експерименти водят до трансформацията на Мити и останалите сираци в аморфни "кухи" създания наречени нарехате. За разлика от всички други деца върху които експериментира Бондрюд, Мити придобива безсмъртие.
Ирумюи (イルミューイ Irumyūi)
Озвучена от: Масаки Куно (японски); Савана Манзел (английски)
Тя е момиче прокудно от племето си поради неспособността си да ражда деца. Ирумюи се присъединява към Ганджаи става много близка с Вуелоелуко.

## Препратки
1. ↑  Ressler, Karen. Made in Abyss Anime's 1st Promo Reveals Main Cast, Additional Staff //  Anime News Network.   2017-03-25. Посетен на 2017-03-25.
2. ↑  Ressler, Karen. Full Dub Casts Announced for Made in Abyss, Scum's Wish Anime //  Anime News Network.   2018-07-06. Посетен на 2018-07-06.
3. ↑  Made In Abyss Manga: Chapter 5
4. ↑  Made in Abyss Anime Reveals 2nd Promo Video, Theme Song Artists, More Cast //  Anime News Network.   2017-06-09. Посетен на 2017-06-09.
5. ↑  Loo, Egan. Made in Abyss Season 2's English-Subtitled Video Unveils Cast, Staff //  Anime News Network.   2021-11-21. Посетен на 2021-11-21.
6. ↑  Mateo, Alex. Made in Abyss Season 2 Anime Reveals English Dub's August 31 Premiere, Cast //  Anime News Network.   2022-08-24. Посетен на 2022-08-24.
7. ↑  Made In Abyss Manga: Chapter 13
8. ↑  Loo, Egan. 2nd Made in Abyss Film Casts Inori Minase as Prushka in New Scene //  Anime News Network.   2019-01-22. Посетен на 2019-01-22.
9. ↑  Made In Abyss Manga: Chapter 30
10. ↑  Made In Abyss Manga: Chapter 33
11. ↑  Made In Abyss Manga: Chapter 37